# Tarnazsadány, Heves
Tarnazsadány  este un sat în districtul Heves, județul Heves, Ungaria, având o populație de 1.201 locuitori (2011). 

## Demografie
Componența etnică a satului Tarnazsadány
     Maghiari (65,44%)
     Romi (34,22%)
     Necunoscut (0,17%)
     Români (0,17%)
     Alții (0,17%)
Componența confesională a satului Tarnazsadány
     Romano-catolici (71,52%)
     Fără religie (4,5%)
     Reformați (2,5%)
     Greco-catolici (1,08%)
     Necunoscută (20,4%)
     Alte religii (0,67%)
Conform recensământului din 2011, satul Tarnazsadány avea 1.201 locuitori. Din punct de vedere etnic, majoritatea locuitorilor (65,44%) erau maghiari, cu o minoritate de romi (34,22%). Apartenența etnică nu este cunoscută în cazul a 0,17% din locuitori.  Din punct de vedere confesional, majoritatea locuitorilor (71,52%) erau romano-catolici, existând și minorități de persoane fără religie (4,5%), reformați (2,5%) și greco-catolici (1,08%). Pentru 20,4% din locuitori nu este cunoscută apartenența confesională.